# Doron
Doron é um dos bairros de Salvador, capital do estado brasileiro da Bahia.. O bairro fica localizado na área central da cidade. Na regionalização mais recente da capital baiana, o bairro está está situado na Prefeitura-Bairro (PB) VII Cabula/Tancredo Neves. O Doron faz divisa com os bairros do Cabula VI, Saboeiro e Narandiba.

## História
O Doron é um bairro residencial composto por aproximadamente 160 prédios com oito apartamentos cada um. Em suas proximidades localizam-se o Hospital Roberto Santos, a sede da Coelba, da Conder, da Procuradoria da República na Bahia, da Odebrecht (atual Novonor), o supermercado Extra e a sede do Correio da Bahia. Atualmente, localizado próximo à Estação Imbuí da Linha 2 do Metrô de Salvador.
A história do bairro começa a partir do meado dos anos 80 em salvador, quando se inicia na região a qual se encontra o bairro, a construção de um conjunto residencial da Antiga URBIS. O nome do Bairro surge como uma referência à construtora que na época foi a responsável pela construção do conjunto habitacional, a construtora Doron, que posteriormente dividiu o bairro em Doron A e Doron B, divisão essa, que surge a partir de mudanças estruturais nos prédios. O Doron A possuía as janelas de alumínio e o Doron B janelas de madeira. Essa divisão gera muita controvérsia pelos moradores mais antigos do bairro, pois para os mesmos essas divisões nunca existiram ou seja, o conjunto Doron é único e vai do Bloco 1 ao 161.
Segundo o Morador do Bairro "Ailton Ferreira"
```
             “Por volta de 1982, o Doron era visto como um conjunto de prédios baixos. Cercados de árvores por todos os lados, mais parecia uma cidadezinha do interior, com casas, umas sobre as outras. Nas cercanias, algumas poucas barracas improvisadas abasteciam os moradores e transeuntes”,
```

Nesta mesma época, a estrutura do bairro era precária e faltavam serviços básicos de saneamento. Com o passar dos anos e o crescimento habitacional do local, o conjunto passa ganhar cara de bairro com a instalação de pontos comerciais liberados pela URBIS, que inicialmente era composta por pequenas barracas que realizavam a venda de leite, pão e outros produtos.
O bairro hoje é composto, em sua grande maioria, por prédios residenciais e seus moradores em grande parte são de aposentados, funcionários públicos e universitários. O bairro inicia-se na Rua Eugênio Ribeiro e tem como ponto de destaque a Igreja Nossa senhora da Assunção e ainda guarda em suas raízes um pouco do ar de cidadezinhas do interior.

## Demografia
O bairro do Doron possui uma população total de 7.378 habitantes, sendo 45,22% homens e 54,78% mulheres segundo o ultimo censo. No numero de moradores por Cor/Raça 20,86% se autodenominam Brancos, 23,43% pretos, 0,84% amarela, 54,39% pardos e 0,34% indígenas. Sobre as questões econômicas, 21,35% dos chefes de família situados na faixa de renda mensal de 5 a 10 salários mínimos. Em relação a escolaridade  45,46% dos chefes de família têm de 11 a 14 anos de estudo.

## Segurança
Foi listado como um dos bairros menos perigosos de Salvador, segundo dados do Instituto Brasileiro de Geografia e Estatística (IBGE) e da Secretaria de Segurança Pública (SSP) divulgados no mapa da violência de bairro em bairro pelo jornal Correio em 2012. Ficou entre os bairros mais tranquilos em consequência da taxa de homicídios para cada cem mil habitantes por ano (com referência da ONU) ter alcançado o nível mais baixo, com o indicativo "0", sendo um dos melhores bairros na lista.

## Economia e Comércio
Em sua grande maioria, o comércio do bairro é composto por pequenos negócios, que vão desde Padarias a lojas de menor porte. Contudo, o bairro fica próximo a umas das principais vias de ligação da cidade de Salvador, a avenida Luis Vianna Filho (Paralela) e o, maior polo de negócios da cidade, que é a Avenida Antônio Carlos Magalhães, além,claro, de estar próximo a outros bairros da região.

## Infraestrutura

### Educação
No bairro Doron, se encontra a Escola Municipal Deputado Gersino Coelho a qual da a possibilidade do ensino infantil, educação de jovens e adultos e também o ensino fundamental. Na comunidade pode-se encontrar outras instituições de ensino, porém, instituições privadas.

### Saúde
O bairro do Doron conta com o atendimento da Unidade de Saúde Familiar Prof Dr Carlos Santana Doron, que oferece serviços de atendimento a população local. Entre as especialidades oferecidas pode-se citar os atendimentos de Coleta de Materiais Biológicos, Atenção Domiciliar, Saúde da Família, Clínico Geral, Ginecologista, Controle de Tabagismo, Saúde da Família, Clínico Geral e Ginecologista. Tem como horário de atendimento os turnos da manhã e tarde. Para atendimentos de emergência ou atendimentos mais complexos, os moradores locais constam com a proximidade do Hospital Geral Roberto Santos.

### Transportes
Localiza-se entre os bairros do Saboeiro e do Cabula VI, próximo às avenidas Paralela e Edgar Santos.
Para chegar ao bairro pode - se chegar através das linhas de ônibus do STCO da cidade de Salvador, provenientes dos Bairros da Barra e Ribeira. Também pode utilizar a Linha 2 do Metrô de Salvador até a Estação Imbuí.